# Ríver AC
River AC is een Braziliaanse voetbalclub uit Teresina in de staat Piauí. 

## Geschiedenis
De club werd opgericht in 1946 en werd vernoemd naar de Argentijnse club River Plate. In 2015 was Ríver de eerste club van de staat die erin slaagde te promoveren naar de Série C. De club speelde eerder wel al in de hoogste drie reeksen, maar was daar telkens voor gekwalificeerd door de staatscompetitie en kon zich tot dusver nooit sportief kwalificeren voor een competitie. De club kon echter het behoud niet verzekeren en degradeerde meteen weer. 

## Erelijst
Campeonato Piauiense
1948, 1950, 1951, 1952, 1953, 1954, 1955, 1956, 1958, 1959, 1960, 1961, 1962, 1963, 1973, 1975(1), 1977, 1978, 1980, 1981, 1989, 1996, 1999, 2000, 2001, 2002, 2007, 2014, 2015, 2016, 2019, 2023